# Geomagnetiskt inducerad ström

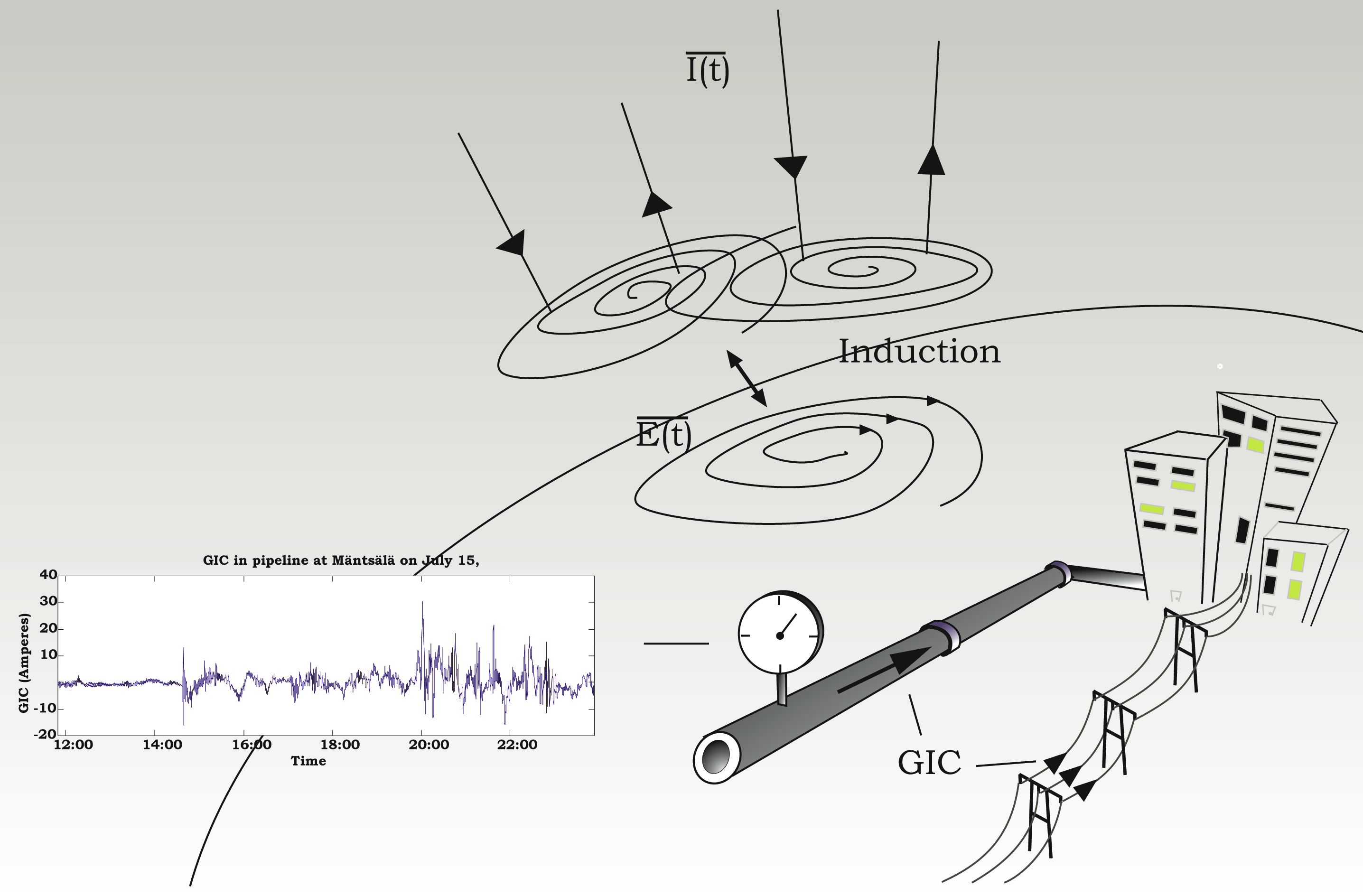
Inducerade strömmar, med data från en gasledning i Finland

Geomagnetiskt inducerad ström är elektriska strömmar i högspänningsledningar, järnvägar samt olje- och gasledningar förorsakade av rymdväderstörningar. Solens aktivitet påverkar rymdvädret och starka störningar kallas magnetiska stormar. Magnetiska stormar kan orsaka stor skada på infrastruktur genom geomagnetiskt inducerade strömmar. Geomagnetiskt inducerade strömmar kan ses som elektromagnetiska fenomen inom området elektromagnetisk kompatibilitet.